# Slatiňany (stacja kolejowa)
Slatiňany – stacja kolejowa w Slatiňanach, w kraju pardubickim, w Czechach. Znajduje się na wysokości 270 m n.p.m.
Stacja jest wyposażona w poczekalnię, kasy biletowe, na których można zakupić bilety na pociągi krajowe i międzynarodowe oraz zarezerwować miejsce w pociągu.

## Linie kolejowe
- 238 Pardubice - Havlíčkův Brod